# Mayotte
Mayotte este un departament de peste mări al Republicii Franceze, în Africa. Este departament insular, situat în partea de nord a canalului Mozambic în Oceanul Indian, între nordul Madagascarului și nordul Mozambicului. Teritoriul aparține din punct de vedere geografic arhipelagului Comore, dar este separat de statul Comore din anii 1970.
Insula este cea mai dens populată dintre toate celelalte teritorii franceze de peste mări. Are în plus particularitatea de a avea peste 90% din populație de religie musulmană. Datorită proximității cu insulele Comore și a dezvoltării economice a insulei Mayotte cumulată cu situația politică instabilă din Comore, pe insulă trăiesc un număr mare de emigranți din celelalte insule ale arhipelagului. În 2000 Franța a introdus o viză pentru cetățenii acestei țări și a impus controale frontaliere, înainte inexistente.

## Geografie

Mayotte în arhipelagul Comore

Insula principală, Grande-Terre (sau Mahoré), este cea mai veche din punct de vedere geologic a arhipelagului Comore. Are o lungime de 39 km și o lărgime de 22 km iar altitudinea maximă este între  500 și 600 m deasupra nivelului mării. Datorită originii vulcanice a insulei, solul este relativ bogat în anumite zone. Un recif de corali înconjoară majoritatea insulei și oferă astfel o zonă de protecție pentru vapoare și un habitat extraordinar pentru animalele acvatice.
Dzaoudzi a fost capitala Comorelor până în 1977. Este situată pe insula Petite-Terre (sau Pamanzi), cu o suprafață de 10 km² (cea mai mare dintre insulele adiacente insulei Grande Terre), de care este conectată printr-un pod. 

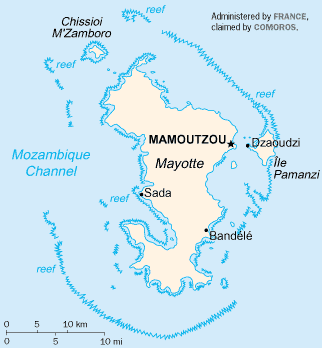
Mayotte

## Biodiversitate
Există cel puțin 250 de specii diferite de corali, 760 de specii de pești tropicali, iar Inventarul Național al Patrimoniului Natural (INPN) conține nu mai puțin de 3.616 specii marine întâlnite în Mayotte, dar acesta este probabil departe de numărul real. Deoarece această regiune a lumii este încă slab inventariată de oamenii de știință, apele din jurul Mayotte continuă să adăpostească multe specii necunoscute științei și permit descoperiri științifice importante în fiecare an.
Mayotte prezintă o mare diversitate a vegetății: sunt înregistrate peste 1.300 de specii, jumătate dintre ele fiind endemice, ceea ce face din această insulă una dintre cele mai bogate din lume în diversitatea de plante raportat la dimensiunea sa.
La fel ca multe insule vulcanice, Mayotte adăpostește o biodiversitate destul de limitată de mamifere, de doar 15 specii, singura specia endemică fiind vulpea zburătoare (Pteropus seychellensis comorensis). Cu toate acestea, există 18 specii de reptile, 23 de moluște terestre, 116 de fluturi, 38 de libelule, 50 de lăcuste și 150 de gândaci.

## Istoric
În jurul anului 1500 sultanatul Maore sau Mawutia fost în ființat pe insulă. În 1503 insula a fost observată de exploratori portughezi, dar aceștia nu au colonizat-o. În 1832, Mayotte a fost cucerită de Andriantsoly, fostul rege din Iboina din insula Madagascar; în 1833 a fost cucerită de sultanatul vecin Mwali; în 19 noiembrie 1835 a fost iar cucerită de sultanatul Ndzuwani, iar în 1836 și-a recâștigat independența sub conducerea unui sultan local.
Mayotte a fost cedată Franței odată cu celelalte insule din arhipelagul Comore în 1843. După cel de-al Doilea Război Mondial, odată cu procesul de decolonizare, insula a fost singura din arhipelag care a votat în favoarea rămânerii în cadrul Franței în urma referendumurilor din 1974 și 1976 (cu 63.8% și respectiv 99.4% din voturi). Insulele Comore continuă să ceară insulele, în 1976 o propunere de rezoluție a Consiliului de Securitate al Națiunilor Unite ce recunoștea suveranitatea statului Comore asupra insulei Mayotte fiind susținută de 11 din cei 15 membri, respinsă însă datorită utilizării dreptului de veto de către Franța.
Situația insulei Mayotte a fost greoaie pentru Franța: în timp ce populația locală nu dorea independența față de Franța și integrarea în statul Comore, o serie de voci internaționale ale regimurilor de stânga postcoloniale au criticat vehement situația. În plus, situația particulară a administrației locale, formată în majoritate conform legii musulmane, înseamnă faptul că va fi dificil pentru Mayotte să se integreze deplin în cadrul structurilor legale franceze, pentru a nu mai menționa și diferența dintre nivelele de trai. De aceasta Mayotte a obținut statutul de colectivitate de peste mări și nu a fost integrată complet asemenea celorlalte departamente de peste mări.
Statutul insulei Mayotte s-a schimbat în 2001, pentru a se apropia de statutul departamentelor franceze, primind denumirea particulară de comunitate departamentală, în ciuda faptului că insula este încă revendicată de Comore. Schimbarea statutului a fost aprobată cu 73% din voturile exprimate în cadrul unui referendum.
La 31 martie 2011, Mayotte a devenit cel de-al 101-lea departament francez și al cincilea în Franța de peste Mări, împreună cu Guadelupa, Guiana Franceză, Martinica și La Réunion.

## Politică
Mayotte este o colectivitate departamentală, condusă de un consiliu general asemenea celorlalte departamente franceze, consiliul fiind condus de un președinte al consiliului. Una dintre problemele întâlnite pentru a accede la statutul de DOM este faptul că actualmente cetățenii insulei Mayotte au dreptul de a alege statutul juridic: fie statutul de drept comun identic cu cel din Franța metropolitană, fie un statut personal derogatoriu în care justiția este atribuția unui cleric musulman. Datorită faptului că statutul de DOM permite introducerea venitului minim identic cu cel din restul Franței, există un lobby puternic al clasei politice în vederea acordării acestui statut. În plus, datorită lipsei istoriei democratice, problemele legate de corupție și clientelism politic pun de asemenea probleme.

## Împărțirea administrativă
Mayotte numără 17 comune. Fiecărei comune îi corespunde un canton, cu excepția capitalei, Mamoudzou, care este împărțită și ea în trei cantoane, ceea ce duce la 19 numărul total al cantoanelor departamentului Mayotte. Fiecare din cele 17 comune regrupează, de obicei, câteva sate. Contrar celor mai multe departamente franceze, Mayotte nu este împărțită în arondismente; acest departament este asimilat unui arondisment unic, prefectura având sediul la Mamoudziou, centrul de reședință al departamentului, fără să existe vreo subprefectură.
Comunele cele mai populate sunt cele din Mamoudzou, Koungou și Dzaoudzi.
Proprietatea portului Mayotte a fost transferată Consiliului General.